# 2017년 넥센 히어로즈 시즌
2017년 넥센 히어로즈 시즌은 넥센 히어로즈가 KBO 리그에 참가한 8번째 시즌으로, 우리 히어로즈, 서울 히어로즈 시절까지 합하면 10번째 시즌이다. 장정석 감독이 팀을 이끈 첫 시즌으로, 서건창이 주장을 맡았다. 팀은 10팀 중 정규 시즌 7위에 그쳐 2012년 이후 5년 만에 포스트시즌 진출에 실패했다.

## 타이틀
- 월드 베이스볼 클래식 국가대표: 김하성, 서건창
- BA 유망주 랭킹: 김하성 (4위)
- 아시아 프로야구 챔피언십 은메달: 김하성, 이정후
- 아시아 프로야구 챔피언십 베스트 9: 김하성 (유격수)
- KBO 신인상: 이정후
- 일구상 신인상: 이정후
- 플레이어스 초이스 어워드 올해의 신인상: 이정후
- 조아제약 프로야구대상 신인상: 이정후
- 스포츠서울 올해의 신인: 이정후
- 한은회 최고의 신인상: 이정후
- 한국갤럽 선정 좋아하는 국내 프로야구 선수: 서건창 (9위)
- 올스타 선발: 이정후 (외야수 3위)
- 올스타전 추천선수: 김상수, 김하성
- OSEN 선정 포지션별 역대 최고 외인: 로티노 (포수), 브룸바 (좌익수)
- 컴투스프로야구2022 타이틀홀더 라인업: 한현희 (구원투수)
- 컴투스프로야구 내일은 국가대표 라인업: 김하성 (유격수)
- 컴투스프로야구 내일은 신인왕 라인업: 이정후 (좌익수)
- 컴투스프로야구 삼성-NC-넥센 라인업: 한현희 (선발투수), 이보근 (중간계투), 금민철 (마무리투수)
- 컴투스프로야구 아빠와 아들 라인업: 이정후 (중견수)
- 출장(타자): 이정후 (144)
- 어시스트: 김하성 (422)

### 퓨처스리그
- 아시아 윈터 베이스볼 리그 준우승: 허정협, 주효상
- 플레이어스 초이스 어워드 퓨처스리그 우수선수상: 강지광
- 퓨처스 올스타: 이영준, 김태완, 이병규, 채상현
- 출장(투수): 조태진 (45)
- 홀드: 이영준, 조태진 (11)
- 북부리그 사구: 김규민 (9)

## 선수단
- 선발투수 : 최원태, 밴헤켄, 브리검, 김성민, 조상우, 오설리반
- 구원투수 : 신재영, 한현희, 오주원, 하영민, 이보근, 금민철, 양훈, 정대현, 이영준, 윤영삼, 손동욱, 박정준, 오윤성, 김건태, 마정길, 황덕균, 박주현, 김세현
- 마무리투수 : 김상수, 김정인, 박승주, 박종윤, 김해수, 김홍빈
- 포수 : 박동원, 김재현, 주효상
- 1루수 : 채태인, 장영석, 윤석민, 박윤, 김웅빈
- 2루수 : 서건창, 송성문, 김지수
- 유격수 : 김하성, 김혜성
- 3루수 : 김민성
- 좌익수 : 고종욱, 김민준, 대니돈
- 중견수 : 이정후, 박정음, 임병욱, 유재신, 김규민
- 우익수 : 초이스, 허정협, 이택근, 채상현, 강지광
- 지명타자 : 김태완, 홍성갑

## 여담
- 9월 3일 KIA 타이거즈와 경기에서 팀은 9회말에 6점 차를 뒤집으며 KBO 리그 사상 9회말 최다 점수차 역전승을 달성했다.
- 이정후는 2루 주자일 때 단타 시 득점에 총 33회 성공하여 2013년 이후 단일 시즌 최다 기록을 세웠다.
- 송우현은 경찰 야구단 마지막 기수로 입대했다.
- 팀은 희생번트 21회에 그쳐 역대 단일 시즌 팀 최소 희생번트를 기록했다.
- 마정길은 이 시즌을 끝으로 은퇴하여, KBO 리그 역대 주포지션이 투수였던 선수 중 통산 최고 타율(1.000) 기록을 세웠다.
- 이정후는 이 시즌까지 고의4구로 2번 출루, 폭투 사이 14번 진루, 1루 》2루 태그업 1회, 3루 》홈 태그업 10회를 기록하여 2013년 이후 KBO 리그 10대 타자 통산 최다 기록을 세웠다.
- 이정후는 구단 사상 최초로 단일 시즌 규정 타석을 채운 10대 외야수가 되었다.
- 이정후는 2013년 이후 KBO 리그 10대 외야수 중 처음으로 3루 》홈 태그업에 성공했다.

## 같이 보기
- 2011년 넥센 히어로즈 시즌
- 2015년 넥센 히어로즈 시즌
- 2020년 키움 히어로즈 시즌